# Hannibal (film)
Hannibal är en amerikansk film från 2001, i regi av Ridley Scott. Den är baserad på boken med samma namn av Thomas Harris.
Filmen är uppföljaren till När lammen tystnar (1991), och den fick i sin tur två uppföljare i Röd drake (2002) och Hannibal Rising (2007). Kronologiskt sett är Hannibal den sista filmen i serien; Röd Drake, När Lammen tystnar och Hannibal Rising utspelar sig alla innan Hannibal.

## Handling
Sju år har gått sedan Dr. Hannibal Lecter rymde ifrån fångenskap, sju år sedan FBI:s specialagent Clarice Starling intervjuade honom på ett sjukhus med maximal säkerhet för att tygla hans galenskap. Doktorn är fortfarande fri och fortsätter att jaga sina obeskrivliga intressen i en oskyddad värld. 
Starling kommer aldrig att glömma sitt möte med Dr. Lecter och hans metalliknande, väldigt sällan använda röst ljuder fortfarande inuti hennes huvud och i hennes drömmar. Mason Verger kommer också ihåg Dr. Lecter. Han är besatt av hämnd. Han var Dr. Lecters sjätte offer men överlevde för att sköta sitt eget slaktarimperium. Från sin respirator följer han allt som händer. Han kommer till slut på vad som krävs för att få Dr. Lecter i nätet, nämligen att utnyttja hans svaghet för Clarice Starling.

## Rollista (urval)
- Anthony Hopkins - Dr. Hannibal Lecter
- Julianne Moore - Clarice Starling
- Gary Oldman - Mason Verger
- Ray Liotta - Paul Krendler
- Frankie Faison - Barney
- Giancarlo Giannini - Pazzi
- Francesca Neri - Allegra Pazzi
- Željko Ivanek - Dr. Cordell Doemling